# Guardians of Order
La Guardians of Order fu una casa editrice di giochi di ruolo canadese fondata nel 1996 da Mark C. MacKinnon a Guelph, Ontario. I suoi prodotti principali sono stati le linee Big Eyes, Small Mouth e Silver Age Sentinels basati sul Tri-Stat System. Cessò le pubblicazioni nel 2006 a causa dell'accumulo di debiti.

## Storia
Nel 1997, anche se esistevano già giochi di ruolo dedicati a manga e anime, questi erano limitati al genere dei mecha, con l'eccezione dell'umoristico Teenage manga mutanti, mentre MacKinnon era interessato a un sistema più generico. Così fondò la Guardians of Order per pubblicare il suo gioco di ruolo Big Eyes, Small Mouth (BESM), che presentò alla GenCon 30. Il nome Guardians of Order è un riferimento al personaggio che interpretava in una campagna di Amber Diceless Role-Playing. Il BESM è un regolamento minimale basato su un sistema detto Tri-Stat System dal fatto che i personaggi erano definiti unicamente da tre attributi (Mente, Corpo e Anima).
Il regolamento incontrò un successo inaspettato, la prima tiratura di 1000 copie si esaurì in sei mesi e il gioco venne nominato per un Origins Award. McKinnon, che inizialmente intendeva pubblicare solo il manuale di BESM, decise di continuare sulla strada editoriale. A questo scopo ottenne i diritti per la pubblicazione di un gioco di ruolo basato sull'anime Sailor Moon dalla Pioneer Entertainment e nel 1998 pubblicò il Sailor Moon Roleplaying Game.
Nel 1998 assunse David L. Pulver per aiutarlo a sviluppare il BESM. che espanse il regolamento con supplementi come Big Robots, Cool Starship (1999) dedicato ai mecha e alle astronavi e Hot Rods & Gun Bunnies che aggiunge abilità. Allo stesso tempo furono pubblicati altri manuali dedicati ad altre serie come Dominion Tank Police (1999), Demon City Shinjuku, la città dei mostri (1999) o Chi ha bisogno di Tenchi? (2000).
Nel 1999 viene assunto come illustratore JefF Mackintosh. Nel 2000 le modifiche e aggiunte al regolamento di BESM sono consolidate in una nuova edizione.
Nel 2000 la Guardians of Order acquisisce la Event Horizon e il suo proprietario, John R. Pythyon Jr., diventa partner di MacKinnon e direttore del dipartimento marketing e vendite. Con la nuova proprietà acquisisce anche i diritti dei giochi di ruolo Hong Kong Action Theatre! (Gareth-Michael Skarka, 1996), Swords of the Middle Kingdoms (1999) e Heaven and Eart (Pythyon, 1998). Sotto l'influenza di Pythyon viene pubblicato Ghost Dog, un gioco di ruolo per due giocatori basato sul film Ghost Dog - Il codice del samurai, e quindi sono convertiti Hong Kong Action Theatre! e Heaven and Earth all'uso del Tri-Stat System.
Nel 2001 stringe un accordo con la Pioneer Entertainment per la pubblicazione di "Ultimate Fan Guides", che servono da guide per i fan di una serie e allo stesso tempo forniscono anche le statistiche di gioco per BESM, ma che a differenza dei prodotti precedenti non ristampano le regole per ogni manuale. Sempre lo stesso anno viene pubblicata una prima ambientazione di fantascienza autonoma Centauri Knights di Pulver.
Nel 2002 per sopravvivere in un mercato dominato dai manuali per il d20 System la Guardians of Order inizia a pubblicare i suoi sistemi in edizioni doppie, una basata sul Tri-Stat System e l'altra sul d20 System. Il primo di questi prodotti è Silver Age Sentinels (2002), un gioco di ruolo di supereroi. Nel momento in cui fu deciso di pubblicare Silver Age Sentinels sul mercato mancava un prodotto dedicato al genere dei supereroi, ma mentre era ancora in sviluppo la Hero Games risolse i suoi problemi e pubblicò la quinta edizione dell'Hero System. Inoltre l'anno successivo la Green Ronin pubblicò un gioco dedicato ai supereroi basato sul d20 System, Mutants & Masterminds che ottenne un ottimo successo. Ironicamente quest'ultimo regolamento era stato sviluppato da Steve Kenson che aveva collaborato allo sviluppo di Silver Age Sentinels e che aveva offerto l'ambientazione che stava sviluppando Freedom City alla Guardians of Order. Quando questa rifiutò la proposta, Kenson sviluppò Mutants & Masterminds per pubblicare la sua ambientazione con la Green Ronin. Comunque, nonostante l'imprevista concorrenza, Silver Age Sentinels vendette bene.
Nel 2002 acquisisce i diritti di pubblicazione di Amber Diceless Role-Playing dalla Phage Press Lo stesso anno inizia la pubblicazione di una linea fantasy per BESM con la pubblicazione del BESM Fantasy Bestiary (2002) che prosegue con BESM Dungeon (2003) e un'ambientazione originale in stile spada e stregoneria Uresia: Grave of Heaven (S. John Ross, 2003)
Nel 2002 crea il marchio Magnum Opus, con il quale concede ad altri editori di utilizzare di usare pagando una piccola licenza il Tri-Stat System, offrendosi inoltre di produrre e distribuire il prodotto finito. Nel 2003 pubblica Tri-Stat dX, la versione definitiva del regolamento che raccoglie e consolida in un unico prodotto le modifiche di scala attuate per adattarlo al genere supereroistico con Silver Age Sentinels
Nonostante nuove pubblicazioni come il The Authority Role-Playing Game and Resource Book (2004) basato sul fumetto Authority ed Ex Machina (2004) un'ambientazione cyberpunk cominciano a mostrarsi i primi segnali dei problemi finanziari in cui stava incorrendo la Guardians of Order. Nel 2004 i freelancer furono pagati in ritardo, un secondo manuale annunciato per Autorithy non fu pubblicato così come non fu pubblicato l'atteso manuale per un gioco di ruolo basato sul ciclo fantasy Cronache del ghiaccio e del fuoco. Il 3 gennaio 2005 MacKinno annunciò che era rimasto l'unico dipendente della Guardians of Order.
I problemi economici della Guardians of Order erano sostanzialmente legati all'andamento del cambio del dollaro statunitense contro quello canadese. Poiché la Guardians of Order era canadese i suoi costi erano in maggior parte in dollari canadesi, ma la maggior parte dei suoi guadagni erano in dollari statunitensi e questo significava che nonostante un aumento lordo dei guadagni il suo margine operativo si era sempre più ridotto per la massiccia svalutazione del dollaro statunitense rispetto a quello del dollaro canadese
Comunque nel 2005 la Games of Order riuscì a pubblicare la versione Tri-Stat di Tékumel: Tékumel: Empire of the Petal Throne (2005) e organizzò perché la Wizards of the Coast pubblicasse la versione d20 System di A Game of Thrones (l'atteso regolamento basato sulle Cronache del ghiaccio e del fuoco), mentre la Guardians of Order pubblicò un'edizione limitata che comprendeva anche le regole per il Tri-Stat System.
Nel 2006 la Guardians of Order cessò tutte le operazioni, il sito non venne più aggiornato dopo il 14 febbraio 2006 e MacKinnon smise di rispondere alle email, dando vita a speculazioni sul fato della compagnia, soprattutto da parte di freelancer non pagati e clienti in attesa di manuali preordinati. Infine dopo un post sul sito ufficiale di George R. R. Martin MacKinnon annunciò ufficialmente il 1º agosto che la Guardians of Order stava chiudendo gli affari.
Mac Kinnon si ritirò dal campo dell'editoria cercando prima di sistemare tutte le sue linee di prodotti:
- il 9 settembre 2006 la ArtHaus Games (un marchio della White Wolf), annunciò che aveva acquisito Big Eyes, Small Mouth RPG (la terza edizione era stata completata poco prima della chiusura della Guardians of Order)[10] Altre proprietà intellettuali acquisite dall'ArtHaus includono Silver Age Sentinels e Hong Kong Action Theater![11]
- Il 7 marzo 2007 George R.R. Martin annunciò che aveva riguadagnato il controllo delle sue proprietà intellettuali e che tutto era stato sistemato con la Guardians of Order. Come parte del suo accordo Martin ricevette tutti gli stock rimanenti dell'edizione limitata di A Game of Thrones RPG[12]. Successivamente Martin concesse la proprietà in licenza alla Green Ronin che produsse un nuovo gioco di ruolo nel 2009 (A Song of Ice and Fire Roleplaying Game)
- I diritti di Nobilis tornarono a Rebecca Borgstrom
- I diritti di Amber Diceless Role-Playing che erano stati acquisiti nel 2004 ritornarono alla Phage Press

## Prodotti

### Proprietà originali
- Big Eyes, Small Mouth - Il gioco originale della Guardians of Order ebbe quattro revisioni prima che la ditta uscisse dagli affari, con la terza edizione in corso di sviluppo e infine pubblicata dalla ArtHaus
  - Manuali base
    - Big Eyes, Small Mouth (1997) - 94 pagine in bianco e nero.
    - Big Eyes, Small Mouth Second Edition (2000) - 200 pagine a colori
    - BESM d20 (2003) - Simile al BESM originale basato sul d20 System piuttosto che sul Tri-Stat
    - BESM d20 Revised Edition (2004)

  - Espansioni
    - Big Robots, Cool Starships (1999) - Regole per anime basati sulla fantascienza, specialmente quelli in cui compaiono mecha.
    - BESM Game Master's Screen (2000)
    - Cute & Fuzzy Cockfighting Seizure Monsters (2000) - Regole per combattimenti tra mostri cuccioli ispirati da serie come Pokémon. Pubblicato anche come Cute & Fuzzy Seizure Monsters per evitare problemi di censura ("cockfighting" significa "combattimento tra galli", ma "cock" è anche una parola volgare per "pene")

  - Hot Rods & Gun Bunnies (2000) - Regole per avventure nel mondo moderno
    - Centauri Knights (2001) - Ambientazione di fantascienza
    - Mecha d20 (2003) - Supplemento dedicato ai mecha usabile anche come espansione per Dungeons & Dragons 3ª edizione e per d20 Modern
    - BESM Dungeon (2003) - Supplemento per BESM per gestire ambientazioni fantasy
    - Cold Hands, Dark Hearts (2003) - Regole per mostri supernaturali in ambientazioni gotiche horror.
- Silver Age Sentinels (2002) - Gioco di ruolo di supereroi. Basato sulle regole di BESM modificate per usare dadi a dieci facce anziché a sei.
- Tri-Stat dX (2003) - un sistema generico basato su BESM.
- Ex Machina (2004) - gioco di ruolo cyberpunk
- Dreaming Cities (2005) - Gioco di ruolo urban fantasy
- Reality Storm (in collaborazione con la Hero Games)

### Prodotti su licenza
La Guardians of Order ottenne le licenze per una varietà di titoli che convertì in giochi di ruolo. La maggior parte erano basati su Big Eyes, Small Mouth e basati su serie anime. I manuali servivano anche come guide, riassumendo gli episodi della serie e i suoi personaggi.

#### Manuali autonomi
- Sailor Moon RPG and Resource Book (1998). Basato su Sailor Moon.
- Dominion Tank Police RPG And Resource Book (1999). Basato su Dominion Tank Police
- Demon City Shinjuku RPG And Resource Book (2000). Basato su Demon City Shinjuku, la città dei mostri
- Tenchi Muyo RPG And Resource Book (2000). Basato su Chi ha bisogno di Tenchi?
- El-Hazard RPG And Resource Book (2001). Basato su El Hazard: The Magnificent World
- Ghost Dog: The Way of the Samurai RPG and Resource Book (2001) - Basato sul film Ghost Dog - Il codice del samurai
- A Game of Thrones (2005) - La versione basata sul d20 System pubblicata in collaborazione con la Sword and Sorcery Studios, una divisione della White Wolf. In contemporanea una versione limitata con le regole per il d20 System e il Tri-Stat Styem è stata pubblicata solo dalla Games of Order
- The Authority RPG And Resource Book (2004) - Basata sul fumetto Authority. Usa come base Silver Age Sentinels.
- Nobilis (2002) - Gioco di ruolo originale in cui i personaggi dei giocatori incarnano concetti astratti come "il mare" o "le piante carnivore" e hanno il completo dominio su di loro. Originariamente pubblicato dalla Pharos Press e quindi dalla Hogshead Press.
- Tékumel: Empire of the Petal Throne (2005) - gioco di ruolo fantasy basato sul mondo creato da M. A. R. Barker. Questa è il quarto gioco di ruolo basato su Tékumel.

#### Manuali che richiedonoBESM
A differenza dei precedenti questi richiedono il possesso del manuale base di BESM
- BESM Hellsing Ultimate Fan Guides #1 (2002), BESM Hellsing Ultimate Fan Guides #2 (2003). Basato su Hellsing, Il primo copre gli episodi 1-6, il secondo gli episodi 7-13.
- BESM Hellsing d20 (2003): ristampa delle precedenti come manuale unico in copertina rigida.
- BESM Trigun d20 (2004) - Basato su Trigun.
- The Slayers ds20 Role-Playing Game (2004) - Basata su Slayers, copre la prima serie.
- BESM: The Slayers: Next (2004) - Basata su Slayers, copre la seconda serie.
- BESM: The Slayers: Try (2004) - Basata su Slayers, copre la terza serie.
- BESM: Revolutionary Girl Utena: The Rose Collection (2004) - Basato sui primi tredici episodi di La rivoluzione di Utena